# Toyota Classic
Toyota Classic — ретростилизованный автомобиль, выпущенный компанией Toyota в 1996 году.

## Описание
Toyota Classic являлся клоном Toyota AA. Базовой моделью стала Toyota Hilux пятого поколения с задней рамой GA-YN86.
Автомобиль оснащался двухлитровым бензиновым двигателем 3Y-E мощностью 72 кВт (96 л. с.) и крутящим моментом 160 Н⋅м. Интерьер позаимствован у современных автомобилей Toyota, но в то же время соответствует экстерьеру за счёт добавления дерева в приборную панель и кожи на сидения. 
Всего было выпущено 100 единиц, на разработку которых было потрачено 75000 долларов США.